# Duomo di Tuscania
Il duomo di Tuscania dedicata a San Giacomo Maggiore, concattedrale, è la principale chiesa di Tuscania.

## Storia e descrizione

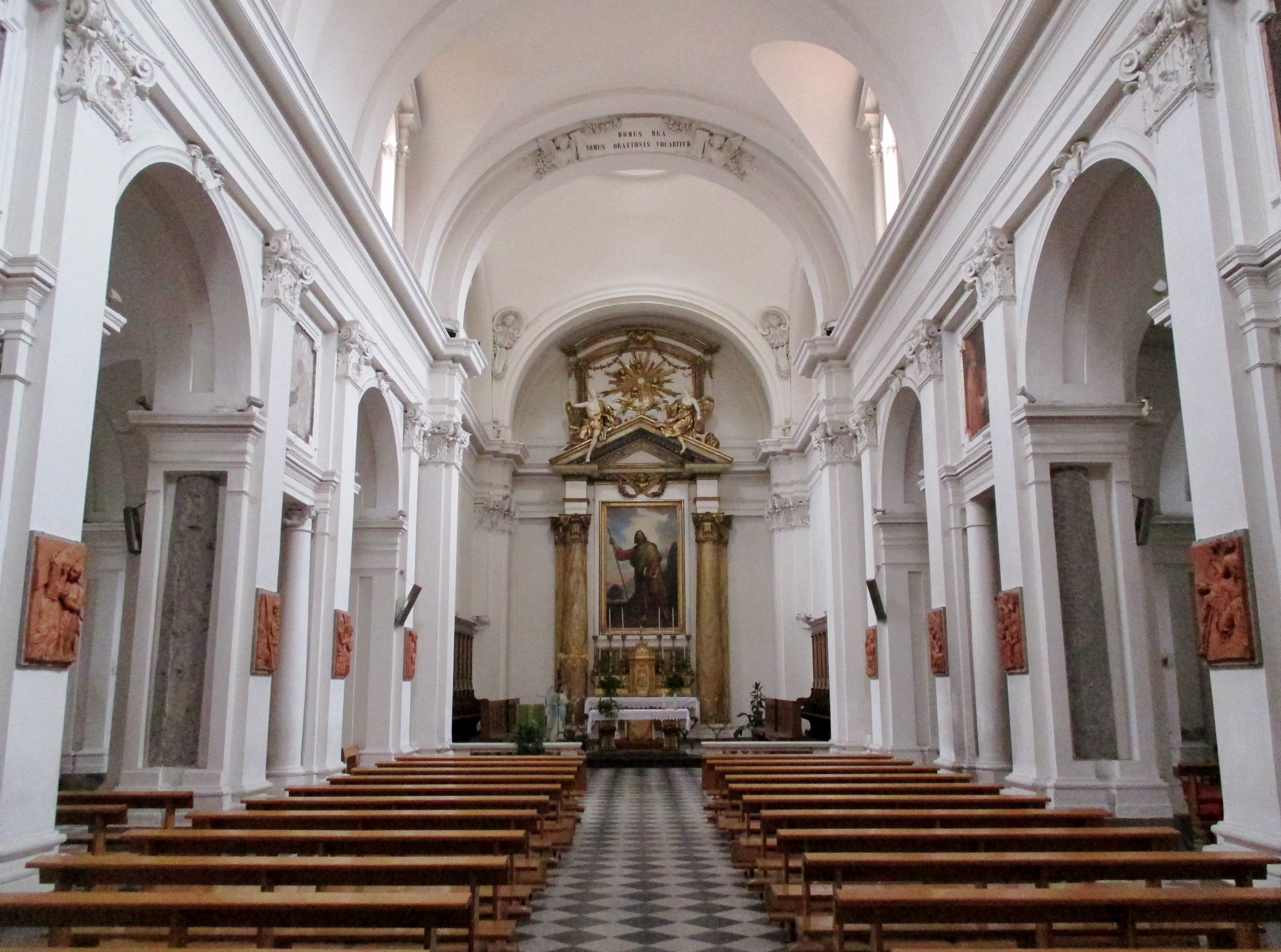
L'interno

La grave crisi demografica che caratterizzò l'Italia, e l'Europa medievale alla metà del Trecento, ridusse la popolazione di Tuscania (Viterbo) all'epoca chiamata Toscanella, ad un terzo o forse meno degli abitanti che avrebbe potuto avere nel XIII secolo, tempo della sua massima espansione. Con certezza sappiamo che, a fronte di una popolazione stimata (tramite i dati sulla tassazione del sale e del focatico) di oltre 6.000 anime nel corso del Duecento, dal Cinquecento fino al Settecento la popolazione mai superò le 3.000 unità, con minimi inferiori ai 1.500. Conseguentemente, il giro delle mura difensive che cingeva l'abitato, progettato nel corso del XIII secolo proprio per fronteggiare l'enorme tendenza all'espansione, restò nei secoli a seguire esageratamente ampio ed inedificato e, per tale motivo, esso venne ridotto sotto il pontificato di Martino V tagliando fuori il Colle della Civita dove sorgeva l'antica cattedrale di San Pietro; quindi le funzioni ecclesiastiche ed il Capitolo vennero trasferite nella chiesa di Santa Maria della Rosa, presso la quale si collocò la nuova residenza vescovile. Ufficialmente la sede vescovile, restò in San Pietro fin quando il cardinal vescovo Giovanni Francesco Gambara la traslò (1572) nella chiesa di San Giacomo, parrocchia dell'elegante Terziere di Poggio Fiorentino.
La primitiva chiesa di San Giacomo sembra fosse una grande, ma semplice, chiesa medievale. Il progressivo ingentilimento del terziere dove sorgeva spinse il rettore ad attivarsi perché venisse ricostruita in forme "moderne" ed adeguate all'elegante abitato che le sorgeva attorno. I lavori, secondo un progetto di autore sconosciuto, iniziarono nel 1563. Le intenzioni erano nobili, ma le finanze limitate, così, pur rispondendo ai nuovi canoni estetici rinascimentali, la chiesa era piuttosto semplice: suddivisa in tre navate da archi su colonne ioniche, con un ampio presbiterio corrispondente alla navata maggiore e due piccole sagrestie ricavate in testa alle navate minori, isolata e centrata in una piazza a prospettiva invertita. Forse a questa prima fase del progetto apparteneva il presbitero voltato e il soffitto a copertura della navata centrale (che non fu poi realizzato). È sicuro che nel 1573, quando il cardinal Gambara mandò i suoi architetti per adattare l'edificio a cattedrale, la chiesa era ancora incompiuta. Questi ordinarono la prosecuzione dei lavori, la costruzione (e forse ne fornirono il disegno) della facciata a somiglianza di quella della cattedrale di San Lorenzo in Viterbo (commissionata dallo stesso cardinal vescovo) e la costruzione di una grande sagrestia sul lato sinistro (realizzata 40 anni dopo) ecc.
Il cardinal Gambara era noto per il suo buon gusto artistico, come aveva dimostrato nella costruzione dell'elegante villa di Bagnaia e nella ristrutturazione del palazzo della Loggia in quella città. Quegli stessi architetti che lavorarono in quelle opere poterono, forse, dare indicazioni anche per il San Giacomo di Tuscania.
Alla morte del vescovo i lavori erano in gran parte compiuti, ma non vennero portati a termine dal suo successore, il vescovo Montigli che invece si adoperò perché venisse realizzata, a spese della comunità, la casa vescovile nell'adiacenze della chiesa. Fu il cardinal vescovo Tiberio Muti che, tra il 1620 ed il 1622 compì i lavori costruendo la grande sagrestia e consacrando solennemente la chiesa. In quegli anni, con beneplacito del vescovo, la Compagnia del SS. Sacramento, costruì sul lato sinistro del presbiterio, la cappella omonima. Ad essa si contrappose, simmetricamente sul lato destro, dopo qualche decennio, la cappella dei SS. Giusto e Giuliano, voluta dal vescovo cardinal Francesco Maria Brancaccio, per uso dei vescovi pro tempore. Lo stesso vescovo trasferì, in quegli anni, la residenza vescovile dalla casa attigua alla chiesa al sontuoso palazzo Donnini.
Nuovi lavori vennero intrapresi all'inizio del Settecento: si costruì l'orchestra posta sulla porta d'ingresso centrale per ospitare un nuovo organo realizzato Lorenzo Alari di Roma, venne realizzato un soffitto dipinto da Pasquale Brocchi, vennero risistemati alcuni altari, etc.
L'aspetto attuale è però frutto dei lavori di radicale trasformazione intrapresi a partire dal 1781, sotto la direzione dell'architetto Giuseppe Maria Antolini. A lui si deve il totale riallestimento interno,  l'ampliamento della sagrestia e la costruzione della canonica. Il campanile venne realizzato, invece, su disegno dell'architetto Domenico Lucchi. A seguito del sisma del 6 febbraio 1971, ed i successivi lavori di restauro, si è perduta la cromia originaria voluta dall'architetto, fatta da "sfondati celestrini" e membrature color travertino, resa vivace da una decorazione di finte architetture in "chiaroscuro".